# Helicoconis (Helicoconis) walshi
Helicoconis (Helicoconis) walshi is een insect uit de familie van de dwerggaasvliegen (Coniopterygidae), die tot de orde netvleugeligen (Neuroptera) behoort. 
Helicoconis (Helicoconis) walshi is voor het eerst wetenschappelijk beschreven door Banks in 1906.